# Arabis axilliflora
Arabis axilliflora är en korsblommig växtart som först beskrevs av Saiyad Masudal Saiyid Masudul Hasan Jafri, och fick sitt nu gällande namn av Hiroshi Hara. Arabis axilliflora ingår i släktet travar, och familjen korsblommiga växter. Inga underarter finns listade i Catalogue of Life.